# Bradfordsville
Bradfordsville és una població dels Estats Units a l'estat de Kentucky. Segons el cens del 2000 tenia 304 habitants.

## Demografia
Segons el cens del 2000, Bradfordsville tenia 304 habitants, 133 habitatges, i 75 famílies. La densitat de població era de 419,2 habitants/km².
Dels 133 habitatges en un 29,3% hi vivien nens de menys de 18 anys, en un 39,1% hi vivien parelles casades, en un 12% dones solteres, i en un 42,9% no eren unitats familiars. En el 37,6% dels habitatges hi vivien persones soles el 14,3% de les quals corresponia a persones de 65 anys o més que vivien soles. El nombre mitjà de persones vivint en cada habitatge era de 2,29 i el nombre mitjà de persones que vivien en cada família era de 2,97.
Per edats la població es repartia de la següent manera: un 25,7% tenia menys de 18 anys, un 10,9% entre 18 i 24, un 30,3% entre 25 i 44, un 18,8% de 45 a 60 i un 14,5% 65 anys o més.
L'edat mediana era de 35 anys. Per cada 100 dones de 18 o més anys hi havia 88,3 homes.
La renda mediana per habitatge era de 16.125 $ i la renda mediana per família de 21.250 $. Els homes tenien una renda mediana de 22.917 $ mentre que les dones 17.500 $. La renda per capita de la població era de 17.222 $. Entorn del 22,1% de les famílies i el 26,5% de la població estaven per davall del llindar de pobresa.

## Poblacions més properes
El següent diagrama mostra les poblacions més properes.